# Brachyiulus kosswigi
Brachyiulus kosswigi är en mångfotingart som beskrevs av Karl Wilhelm Verhoeff 1940. Brachyiulus kosswigi ingår i släktet Brachyiulus och familjen kejsardubbelfotingar. Inga underarter finns listade i Catalogue of Life.